# Le inchieste del commissario Collura
Le inchieste del commissario Collura è un'opera di Andrea Camilleri pubblicata nel 2002 per i tipi della "Libreria dell'Orso" s.r.l. di Pistoia e successivamente nel 2007 dalla casa editrice Mondadori nella collana "Piccola Biblioteca Oscar Mondadori".
Gli otto racconti che compongono il libro sono stati pubblicati sul quotidiano La Stampa nell'estate del 1998.
Il libro contiene anche un'Intervista sul commissario Collura a cura di Giovanni Capecchi dove Camilleri racconta che a 12 anni avrebbe voluto fare il marinaio e come i racconti di mare che ha letto lo abbiano aiutato molto a scrivere le storie del commissario Collura.
Suso Cecchi d'Amico ha tratto una sceneggiatura dai racconti ma la proposta cinematografica non si è realizzata mentre è andata a buon fine la composizione di un'opera lirica, rappresentata in vari teatri italiani, su un libretto di Rocco Mortelliti tratto dal racconto Il fantasma nella cabina.

## Trama
Il commissario Vincenzo Collura, chiamato Cecé, «non era omo d'acqua ma di terraferma» e tuttavia, rimasto ferito durante un'azione di polizia, decide di prendersi un periodo di riposo per la convalescenza su una nave da crociera dove svolgerà le funzioni di commissario di bordo con l'aiuto sostanziale di un esperto del mestiere: il triestino Scipio Premuda.
Ma il commissario avventizio non avrà modo di godersi la vacanza: un finto cantante, un fantasma, una bella assassinata, un petroliere "femminaro", gioielli forse finiti in fondo al mare, la scomparsa di una bimba e di una vedova inconsolabile fanno sì che Collura si debba cimentare con gli stessi casi imbrogliati di quando dava prova del suo fiuto poliziesco a terra.
Inizialmente Camilleri aveva progettato di introdurre tra i personaggi crocieristi noti uomini politici italiani e così nel primo racconto riguardante un finto cantante, la descrizione del protagonista alludeva chiaramente a Silvio Berlusconi. Successivamente però Camilleri si rese conto che «con gli uomini politici ci si diverte assai poco...» e allora preferì cambiare "rotta" e "virare sul giallo".
Il fil rouge di tutti gli episodi è comunque la "virtualità" della vita crocieristica (infatti, si tratta sempre di casi "presunti", che si rivelano falsi o solo immaginati). Tutti gli episodi si concludono quindi con una frase dubbiosa del tipo: "ma questa crociera era reale o virtuale?".

## Racconti
1. Il mistero del finto cantante, pubblicato sul quotidiano La Stampa del 13 luglio 1998.[5]
2. Il fantasma della cabina, pubblicato sul quotidiano La Stampa del 27 luglio 1998.[5]
3. Trappola d'amore in 1ª classe, pubblicato sul quotidiano La Stampa del 3 agosto 1998.[5]
4. Bella,giovane, nuda praticamente assassinata, pubblicato sul quotidiano La Stampa del 10 agosto 1998.[5]
5. Un mazzo di donne per il petroliere Bill, pubblicato sul quotidiano La Stampa del 17 agosto 1998.[5]
6. I gioielli in fondo al mare, pubblicato sul quotidiano La Stampa del 24 agosto 1998.[5]
7. Che fine ha fatto la piccola Irene?, pubblicato sul quotidiano La Stampa del 31 agosto 1998.[5]
8. La scomparsa della vedova inconsolabile, pubblicato sul quotidiano La Stampa del 7 settembre 1998.[5]

## Edizioni
- Andrea Camilleri, Le inchieste del commissario Collura, 1ª edizione, Libreria dell'Orso srl , Pistoia, 2002,  pagg.109, ISBN 978-88-04-56802-5.
- Andrea Camilleri, Le inchieste del commissario Collura, Milano, Piccola biblioteca Oscar Mondadori, 2007, pagg.109. ISBN 978-88-04-56802-5